# Leptoneta handeulgulensis
Espèce
Leptoneta handeulgulensis est une espèce d'araignées aranéomorphes de la famille des Leptonetidae.

## Distribution
Cette espèce est endémique de l'île de Jeju-do en Corée du Sud.

## Étymologie
Son nom d'espèce, composé de handeulgul et du suffixe latin -ensis, « qui vit dans, qui habite », lui a été donné en référence au lieu de sa découverte, Handeulgul.

## Publication originale
- Namkung, 2002 : The spiders of Korea. Kyo-Hak Publishing, Seoul, p. 1-647.